# 許王
許王（1936年—），生於日治臺灣臺北州新莊郡新莊街，小西園掌中劇團團長，為台灣布袋戲操偶師，有「戲狀元」的美譽。

## 生平
父親許天扶，為小西園掌中劇團創班班主，許王為家中次子，其兄許欽。1937年，中日戰爭爆發，日本台灣總督府頒布禁鼓樂令，禁止與中國相關的民俗曲藝及音樂表演。隨後發動皇民化運動，傳統戲曲技師無法演出，生活出現困境。許天扶因此帶著其妻與許王，與兩位樂師，渡海至福建討生活，在廈門一間賭場，興南俱樂部，一樓演出布袋戲。1941年，許王母親病逝，在廈門的演出也不順利，許天扶帶著許王回到台灣，在高雄市鹽埕區就讀國小。1942年，許天扶與許王回到新莊。1945年，日本投降，第二次世界大戰結束，布袋戲演出在台灣解禁，許天扶的演出生意重回正軌。
許王五歲開始學藝，13歲擔任布袋戲班二手。1950年，哈哈笑掌中劇團的闊嘴師王炎，因家中有事，無法至台北橋下演出，由許王代替上場，這是許王第一次公演。明虛實老藝師林添盛因戲班接戲太多，也由許王負責上午場演出。因為許王的演出很受好評，許天扶於1951年讓許王擔任小西園頭手，負責主演，自己則退居二手，擔任助演。1952年，許天扶退休，將戲班平均分給二子，其兄許欽成立新西園，而許王成為小西園第二代團主。
1955年，許天扶病逝。
2004年，許王中風，導致右肢偏癱，語言能力困難。

## 榮譽
許王被同行譽為戲狀元，布袋戲研究者呂理政評其為「操偶技術全台第一」。曾獲台灣第五屆國家文化藝術獎表演藝術類桂冠。

## 相關詞條
- 童全
- 許天扶
- 李天祿
- 黃海岱

## 外部連結
- 台灣大百科全書－許王 （页面存档备份，存于）
- 小西園掌中劇團－許王簡介